# Municipio de Sherman (condado de Platte)
El municipio de Sherman (en inglés: Sherman Township) es un municipio ubicado en el condado de Platte en el estado estadounidense de Nebraska. En el año 2010 tenía una población de 222 habitantes y una densidad poblacional de 2,38 personas por km².

## Geografía
El municipio de Sherman se encuentra ubicado en las coordenadas 41°36′46″N 97°18′28″O / 41.61278, -97.30778. Según la Oficina del Censo de los Estados Unidos, el municipio tiene una superficie total de 93.2 km², de la cual 92,94 km² corresponden a tierra firme y (0,27 %) 0,25 km² es agua.

## Demografía
Según el censo de 2010, había 222 personas residiendo en el municipio de Sherman. La densidad de población era de 2,38 hab./km². De los 222 habitantes, el municipio de Sherman estaba compuesto por el 99,1 % blancos, el 0,45 % eran afroamericanos, el 0,45 % eran amerindios. Del total de la población el 1,35 % eran hispanos o latinos de cualquier raza.